# Малин (Тексас)
Малин (енгл. Mullin) град је у америчкој савезној држави Тексас. По попису становништва из 2010. у њему је живело 179 становника.

## Демографија
Према попису становништва из 2010. у граду је живело 179 становника, што је 4 (2,3%) становника више него 2000. године.
| Група             | 2000.       | 2010.       |
| Белци             | 158 (90,3%) | 146 (81,6%) |
| Афроамериканци    | 0 (0,0%)    | 0 (0,0%)    |
| Азијати           | 0 (0,0%)    | 0 (0,0%)    |
| Хиспаноамериканци | 17 (9,7%)   | 33 (18,4%)  |
| Укупно            | 175         | 179         |